# کانی کاربرگ
کانی کاربرگ (انگلیسی: Connie Carberg؛ زادهٔ ۱۹۵۰/۱۹۵۱ (۷۳–۷۴ سال)) اهل ایالات متحده آمریکا است.